# Cristoopsis poggea
Cristoopsis poggea är en skalbaggsart som beskrevs av Dillon 1952. Cristoopsis poggea ingår i släktet Cristoopsis och familjen långhorningar.
Artens utbredningsområde är Fiji. Inga underarter finns listade i Catalogue of Life.